# لیزین-سنت-ژورژ
لیزین-سنت-ژورژ (به فرانسوی: Lys-Saint-Georges) یک کمون در فرانسه است که در اندر واقع شده‌است. لیزین-سنت-ژورژ ۱۲٫۹۸ کیلومتر مربع مساحت و ۲۳۴ نفر جمعیت دارد و ۲۲۰ متر بالاتر از سطح دریا واقع شده‌است.